# Championnat d'Arménie de football 2022-2023
Navigation
Édition précédente Édition suivante
La saison 2022-2023 de Ligue supérieure est la 31e édition du Championnat d'Arménie de football. Lors de cette saison, le FC Pyunik tente de conserver son titre de champion d'Arménie. Trois places sont qualificatives pour les compétitions européennes, la quatrième place étant celle du vainqueur de la Coupe d'Arménie 2022-2023.
Le championnat est disputé par dix équipes qui s'affrontent quatre fois pour un total de 36 rencontres chacune afin de déterminer le classement final. Le vainqueur de la compétition est titré champion d'Arménie et se qualifie pour le premier tour qualificatif de la Ligue des champions 2023-2024 tandis que les deux suivants accèdent au premier tour de qualification de la Ligue Europa Conférence 2023-2024. À l'autre bout du classement, le dernier est relégué en deuxième division et l'avant-dernier se qualifie pour un barrage de relégation.
Le vainqueur de la Coupe d'Arménie 2022, Noravank SC n'obtient pas de licence pour cette saison, le Sevan FC a déclaré forfait lors de la saison passée. Les deux clubs ont été remplacés par le Shirak FC et le Lernayin Artsakh FC, champion de deuxième division se situant dans l'enclave du Haut-Karabagh.
Le FC Urartu remporte le 2e titre de son histoire, s'assurant le sacre à une journée de la fin, après avoir battu son dauphin, le FC Pyunik.

## Clubs participants
Légende des couleurs
- Premier tour de qualification de la Ligue des champions 2022-2023
- Premier tour de qualification de la Ligue Europa Conférence 2022-2023
- Deuxième tour de qualification de la Ligue Europa Conférence 2022-2023
- Promu de deuxième division 2021-2022

| Club                | Présent depuis | Classement 2021-2022 | Stade                                    | Capacité théorique |
| ------------------- | -------------- | -------------------- | ---------------------------------------- | ------------------ |
| FC Pyunik           | 2001           | 1er                  | Stade Républicain Vazgen-Sargsian        | 14 403             |
| FC Ararat-Armenia   | 2018           | 2e                   | Stade de l'académie de football d'Erevan | 1 427              |
| Alashkert FC        | 2013           | 3e                   | Stade Alashkert                          | 6 800              |
| Ararat Erevan       | 2011           | 4e                   | Stade Républicain Vazgen-Sargsian        | 14 403             |
| Urartu Erevan       | 2001           | 5e                   | Stade Urartu                             | 4 860              |
| FC Noah             | 2018           | 6e                   | Stade Alashkert                          | 6 800              |
| FC Van              | 2020           | 8e                   | Stade municipal de Charentsavan          | 5 000              |
| BKMA Erevan (en)    | 2021           | 9e                   | Académie de football de Vagharchapat     | 700                |
| Lernayin Artsakh FC | 2022           | 1er (D2)             | Stade Stepanakert                        | 12 000             |
| Shirak FC           | 2022           | 2e (D2)              | Stade de Gyumri                          | 4 000              |

- Lernayin Artsakh FC, club de Stepanakert situé dans une zone de conflit, joue ses matchs au stade Arevik de Vayk.

## Compétition
Les dix participants s'affrontent à trois reprises, dont au moins une fois à domicile et à l'extérieur, pour un total de 36 matchs chacun.

### Classement
Le classement est établi sur le barème de points classique (victoire à 3 points, match nul à 1, défaite à 0).
Pour départager les égalités, selon l'article 14.02 du règlement, on tient d'abord compte du nombre de points en confrontations directes, puis de la différence de buts en confrontations directes, puis du nombre de buts marqués en confrontations directes puis du nombre total de victoires, puis de la différence de buts générale, puis du plus petit nombre de cartons rouges, puis du plus petit nombre de cartons jaunes, puis du meilleur classement fair-play et enfin le cas échéant un tirage au sort.
| Rang | Équipe                | Pts | J  | G  | N  | P  | Bp | Bc | Diff |
| ---- | --------------------- | --- | -- | -- | -- | -- | -- | -- | ---- |
| 1    | FC Urartu C           | 83  | 36 | 26 | 5  | 5  | 68 | 25 | +43  |
| 2    | FC Pyunik T S         | 80  | 36 | 25 | 5  | 6  | 72 | 23 | +49  |
| 3    | FC Ararat-Armenia     | 76  | 36 | 23 | 7  | 4  | 70 | 27 | +43  |
| 4    | Alashkert FC          | 66  | 36 | 20 | 6  | 10 | 58 | 37 | +21  |
| 5    | FC Van                | 40  | 36 | 11 | 7  | 18 | 38 | 59 | -21  |
| 6    | Ararat Erevan         | 38  | 36 | 10 | 8  | 18 | 29 | 42 | -13  |
| 7    | Shirak FC P           | 36  | 36 | 10 | 6  | 20 | 25 | 55 | -30  |
| 8    | FC Noah               | 32  | 36 | 8  | 8  | 20 | 34 | 66 | -32  |
| 9    | BKMA Erevan (en)      | 32  | 36 | 7  | 11 | 18 | 36 | 53 | -17  |
| 10   | Lernayin Artsakh FC P | 22  | 36 | 5  | 7  | 24 | 16 | 59 | -43  |

Qualifications européennes
Ligue des champions 2023-2024
- 1er : 1er tour de qualification

Ligue Europa Conférence 2023-2024
- 2e au 4e :  1er tour de qualification

Relégation en deuxième division
- 9e : barrages de relégation
- 10e : relégation

Abréviations

### Résultats
| Résultats (▼dom., ►ext.)                                   | ALA | ARA | AAR | BKM | LER | NOA | PYU | SHI | URA | VAN |
| Alashkert FC                                               |     | 2-0 | 1-1 | 1-0 | 2-1 | 5-0 | 1-2 | 3-0 | 0-0 | 0-0 |
| Ararat Erevan                                              | 0-1 |     | 0-1 | 0-0 | 0-0 | 2-1 | 1-0 | 0-1 | 0-2 | 1-0 |
| FC Ararat-Armenia                                          | 4-1 | 2-1 |     | 1-0 | 1-0 | 3-0 | 0-0 | 3-0 | 0-1 | 4-0 |
| BKMA Erevan                                                | 2-4 | 2-1 | 2-2 |     | 0-1 | 2-2 | 1-1 | 0-1 | 1-4 | 0-3 |
| Lernayin Artsakh FC                                        | 0-1 | 2-1 | 0-1 | 1-1 |     | 0-0 | 1-1 | 0-0 | 1-2 | 0-1 |
| FC Noah                                                    | 3-4 | 0-0 | 1-2 | 0-0 | 0-1 |     | 0-1 | 1-3 | 0-6 | 2-2 |
| FC Pyunik                                                  | 5-1 | 2-1 | 0-1 | 3-1 | 1-0 | 3-0 |     | 1-0 | 0-3 | 0-1 |
| Shirak FC                                                  | 0-2 | 0-0 | 0-5 | 1-0 | 1-2 | 2-0 | 0-1 |     | 0-1 | 1-1 |
| FC Urartu                                                  | 1-1 | 2-1 | 1-0 | 1-0 | 2-3 | 3-1 | 2-1 | 1-0 |     | 0-1 |
| FC Van                                                     | 1-0 | 0-2 | 0-4 | 2-2 | 1-1 | 2-2 | 0-3 | 2-1 | 0-1 |     |
| - Victoire à domicile - Match nul - Victoire à l'extérieur |     |     |     |     |     |     |     |     |     |     |

| Résultats (▼dom., ►ext.)                                   | ALA | ARA | AAR | BKM | LER | NOA | PYU | SHI | URA | VAN |
| Alashkert FC                                               |     | 0-1 | 0-0 | 1-2 | 1-0 | 3-0 | 1-2 | 3-0 | 3-2 | 3-1 |
| Ararat Erevan                                              | 2-4 |     | 1-3 | 1-1 | 2-0 | 1-0 | 0-2 | 1-2 | 0-0 | 1-3 |
| FC Ararat-Armenia                                          | 0-1 | 2-1 |     | 2-1 | 0-0 | 3-0 | 1-1 | 1-0 | 2-2 | 4-1 |
| BKMA Erevan                                                | 1-1 | 0-1 | 2-5 |     | 2-1 | 0-1 | 1-1 | 0-1 | 0-2 | 5-1 |
| Lernayin Artsakh FC                                        | 1-3 | 0-3 | 0-2 | 0-3 |     | 0-2 | 0-6 | 0-1 | 0-4 | 0-2 |
| FC Noah                                                    | 3-2 | 2-1 | 2-1 | 1-2 | 2-0 |     | 1-3 | 3-3 | 0-2 | 1-0 |
| FC Pyunik                                                  | 1-0 | 2-0 | 4-1 | 3-0 | 2-0 | 2-0 |     | 4-1 | 0-1 | 4-0 |
| Shirak FC                                                  | 0-1 | 0-0 | 0-2 | 1-1 | 1-0 | 0-2 | 0-4 |     | 2-3 | 1-0 |
| FC Urartu                                                  | 1-0 | 1-1 | 0-3 | 1-0 | 3-0 | 1-0 | 1-3 | 3-1 |     | 2-0 |
| FC Van                                                     | 0-1 | 3-1 | 1-2 | 0-1 | 4-0 | 1-1 | 1-3 | 3-0 | 0-5 |     |
| - Victoire à domicile - Match nul - Victoire à l'extérieur |     |     |     |     |     |     |     |     |     |     |

## Bilan de la saison
| Championnat d'Arménie de football 2022-2023 |                      |
| Champion                                    | FC Urartu (2e titre) |
| Dauphin                                     | FC Pyunik            |
| Coupes et trophées                          |                      |
| Vainqueur de la Coupe d'Arménie 2022-2023   | FC Urartu            |
| Vainqueur de la Supercoupe d'Arménie 2022   | FC Pyunik            |
| Qualifications continentales                |                      |
| Ligue des champions 2023-2024               | FC Urartu            |
| Ligue Europa Conférence 2023-2024           | FC Pyunik            |
| Ligue Europa Conférence 2023-2024           | FC Ararat-Armenia    |
| Ligue Europa Conférence 2023-2024           | Alashkert FC         |
| Promotions et relégations                   |                      |
| Promus en première division                 | FC West Armenia (en) |
| Relégués en deuxième division               | Lernayin Artsakh FC  |